# Con Safos
Con Safos je druhé a poslední studiové album skupiny Ruben and the Jets, vydané v roce 1974. Jejich první album produkoval Frank Zappa, toto Denny Randell.

## Seznam skladeb
| Pořadí         | Název                                 | Délka |
| -------------- | ------------------------------------- | ----- |
| 1.             | Cruisin' Down Broadway                |       |
| 2.             | To Be Loved                           |       |
| 3.             | Stronger (preview)                    |       |
| 4.             | Speedoo                               |       |
| 5.             | Honky Tonk                            |       |
| 6.             | Low Ridin' Cruiser                    |       |
| 7.             | Stronger                              |       |
| 8.             | Earth To Buffalo                      |       |
| 9.             | I Wanna Know                          |       |
| 10.            | Honky Tonk (replay)                   |       |
| 11.            | Dust My Blues                         |       |
| 12.            | A Thousand Miles Away“ / „You Send Me |       |
| 13.            | Durango                               |       |
| Celková délka: | Celková délka:                        | 36:31 |